# Leptotrema microglaenoides
Leptotrema microglaenoides är en lavart som först beskrevs av Vain., och fick sitt nu gällande namn av Alexander Zahlbruckner 1923. Leptotrema microglaenoides ingår i släktet Leptotrema och familjen Thelotremataceae.   Inga underarter finns listade i Catalogue of Life.